# بيجو 201

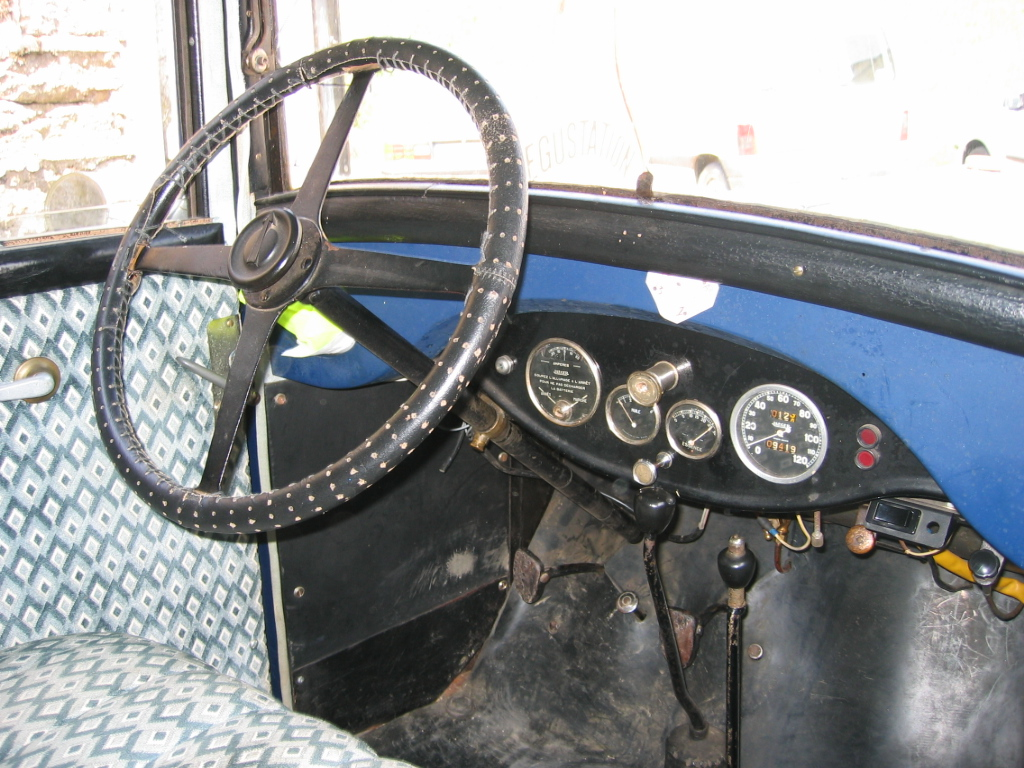
داخلية 201 بيجوت

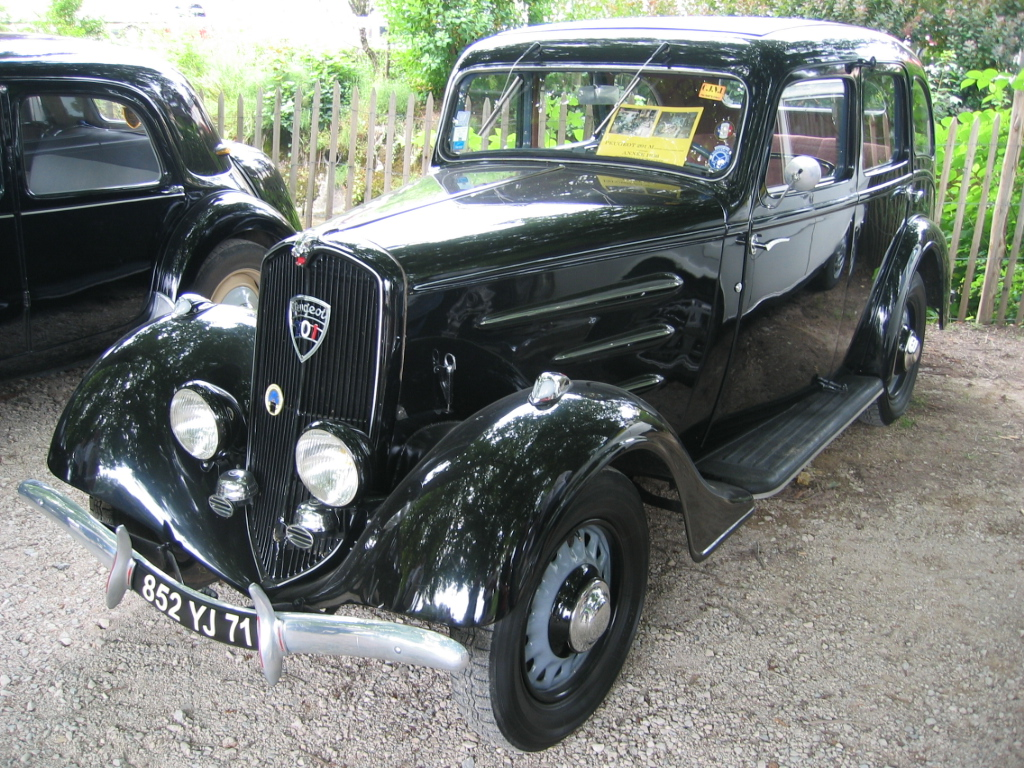
كانت 201 نموذجًا للعديد من الأسر في أوروبا الغربية ، حيث تم إعادة تصميم الجسم المثالى للسيارة خلال الثلاثينيات لدمج الافكار الجديدة الابسط والاكثر كلاسيكية.

بيجو 201 (بالإنجليزية: Peugeot 201)‏ هي سيارة من صناعة بيجو أنتجت في 1929م وتوقف إنتاجها في 1937م.
تم تصنيع السيارة في مصنع شركة سوشو بالقرب من الحدود السويسرية، ويتم الاحتفال بها اليوم في متحف بيجوت المجاور. على الرغم من أن بيجوت قد أنتجت سيارة تعمل بالبنزين في وقت مبكر من عام 1886م، إلا أنه من الممكن اعتبار 201 بيجوت هو الطراز الأول اللذي انتجته الشركة بكميات كبيرة.

## التاريخ
تم تقديم 201 بيجوت في معرض باريس للسيارات عام 1929 على خلفية تحطم وول ستريت. في حين أن العديد من الشركات المصنعة الأوروبية لم تنج من الكساد الذي تلاها، وقد ساعدت صورة 201 كسيارة غير مكلفة، شركة بيجوت، على النجاة من الأزمة الاقتصادية مع المحافظة على اموالها مؤمنة ووضعها كمنتج رئيسي لسياراتها.

## تصاميم
خلال فترة الثلاثينيات من القرن الماضي، تعرضة بيجوت العديد من التغيرات، على 201، مع زيادة سعة المحرك.
في البداية، كانت تعمل بمحرك سعة 1122 سم مكعب بقوة 23 حصان (17 كـو) عند 3500 دورة في الدقيقة: عن سرعتها (السرعة القصوى: 80   كم / ساعة / 50   ميل في الساعة). لحق ذلك بمحرك سعة 1307 سم مكعب، واخر محرك كان 1465 سم مكعب مع قوة 35 حصان (26 كـو) كيلو واط.
بيجو 201 سي، التي تم إطلاقها في عام 1931، رفعة لتكون أول سيارة ذات الاضخم انتاجا مجهزة بتعليق امامي مستقل، وهو مفهوم تبنته المنافسات بسرعة. ظلت نسخة المحور الأمامي أو [التعليق الامامي] شائعتا تلك الفترة بشكلها الساطع، ولكن بفترة وجيزه ورد أن نظام التعليق المستقل أفضل في إمساك الطريق وخفض اهتزاز عمود التوجيه. [بحاجة لمصدر]

## تسمية
في أوائل القرن العشرين، لم يهتم مصنعو السيارات كثيرًا بتسمية سياراتهم. تم تسمية سلف السيارة 201، بنوع 190، بذلك لأنه كان التصميم 190 المميز الذي طورته بيجوت. ومع ذلك، في ذلك الوقت كان عدد قليل من العملاء على دراية باسم «نوع 190». حتى في كتيبات الشركة الخاصة، كانت السيارة المعروفة الآن باسم نوع 190 تسمى ببساطة " 5CV Peugeot " [البيجوت 5 حصان].
بالنسبة لبيجوت، تم تقديم نظام تسمية جديد عندما تم استبدال نوع 190 بـ 201 بيجوت  كانت 201 أول سيارة بيجوت تحمل اسمًا يتألف من ثلاثة أرقام بصفر مركزي، واستمر نظام التسمية مع 301 و401 . اتخذت بيجوت خطوات فعالة لحماية جميع أسماء السيارات هذه، لإزعاج، شركة بورش، في الستينيات من القرن الماضي بينما كانوا يستعدون لإطلاق طراز 901 الجديد. والغريب أن اسم فيراري 308 لم يكن مشكلة تهم شركة فيراري.

## الإعلانات التجارية الخفيفة
بين عامي 1931 و 1933، أنتجت الشركة 1676 نسخة تجارية من 201، تستهدف أصحاب المتاجر الصغيرة ورجال الأعمال الآخرين. تم إنتاج مجموعة واسعة من أنواع اجسام السيارات بما في ذلك شاحنة ذات سطع منفرد، و «نوع الفان البيت المتنقل»، وعربات خفيفة ذات نوافذ جانبية وخلفية من العمود B.

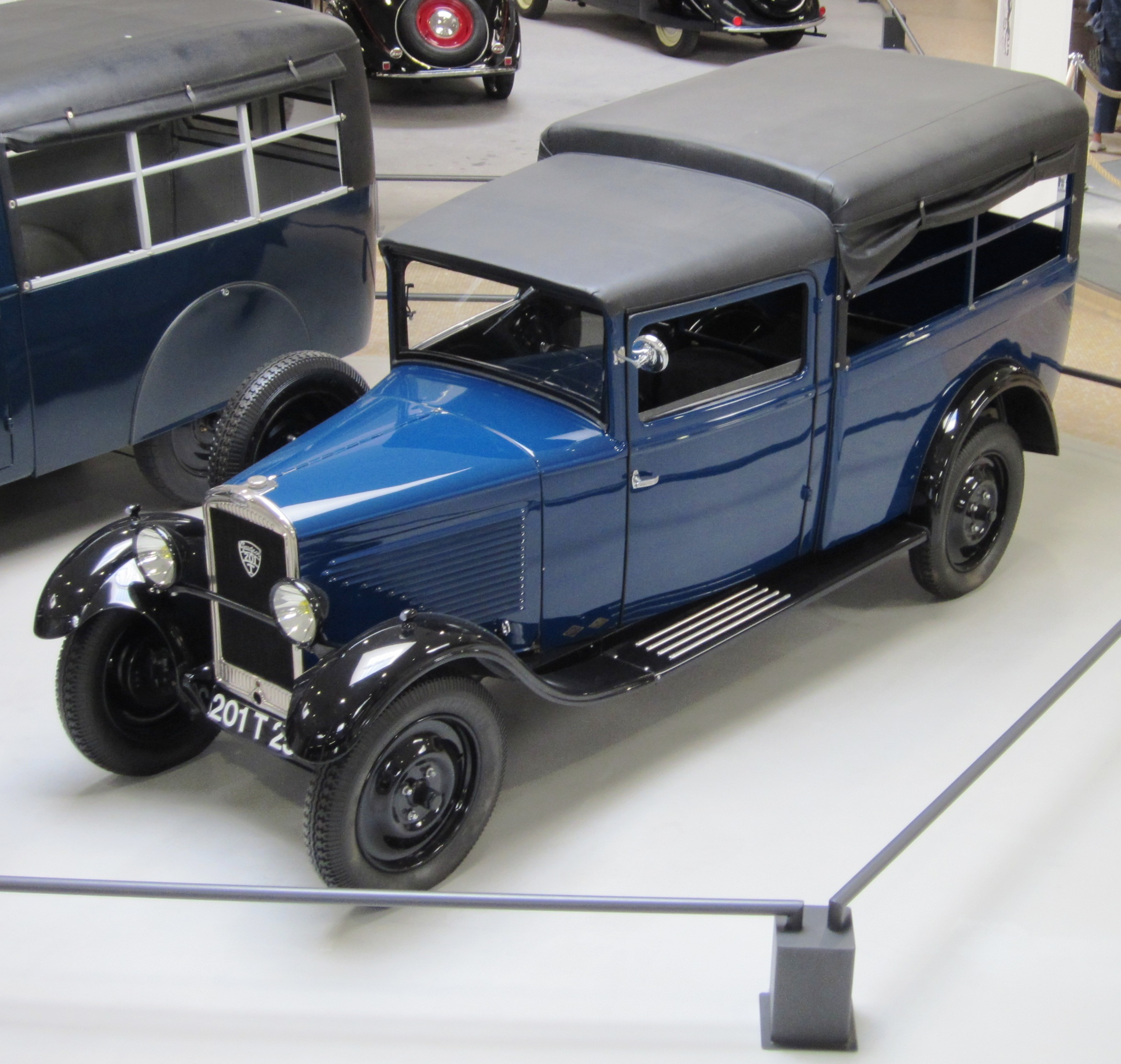
خلال أوائل الثلاثينيات من القرن العشرين ، تم أيضًا إنتاج إصدارات الشاحنة الخفيفة والشاحنة الخفيفة من 201 بيجوت.